# NGC 2029
NGC 2029 (còn được gọi là ESO 56-EN156) là một tinh vân phát xạ trong chòm sao Dorado và là một phần của Đám mây Magellan Lớn. Nó là một phần của phức hợp tinh vân và sao, bao gồm NGC 2032, NGC 2035 và NGC 2040 , nó được James Dunlop phát hiện vào ngày 27 tháng 9 năm 1826. Độ lớn biểu kiến của nó là 12,29 và kích thước của nó là 2,25 phút cung.
Các tọa độ cho NGC 2029 và NGC 2030 đã được đảo ngược giữa Danh mục tinh vân ban đầu của Herschel và Cụm sao và Danh mục chung mới. NGC 2030, ban đầu là GC 2029, là một tinh vân biệt lập với cụm sao nhúng, cách NGC 2029 khoảng 1,5 độ về phía bắc.